# Omnimar (группа)
Omnimar — российский электронный дуэт, играющий в стиле alternative pop, вдохновлённый европейской готической и клубной музыкой. В состав проекта входят Мария Мар и Алекс Виэрти. Язык песен преимущественно английский, однако многие песни исполнены на немецком и русском языках.

## История

### Ранние годы (2011—2014)
Группа начала свой творческий путь в 2011 году в Москве в рамках дуэта Марии Мар и Ярослава Разина. Ранее музыканты уже имели опыт совместного творчества в нескольких рок- и метал-группах. Звучание ранних треков было ориентировано на darkwave и electro-industrial, но в процессе работы звучание сменилось в сторону мрачного synthpop.
Первым релизом проекта стал EP «I Know», включающий несколько собственных композиций, а также кавер на одноимённую песню Clan Of Xymox. За ним последовали макси-синглы «Ресурс», «Ego Love» и «Herzschlag», включающие ремиксы от таким проектов, как X-Fusion, Freaky Mind, Mulphia, Plazmabeat и Vainerz.
Итогом работы стало подписание контракта с музыкальным издательством DarkTunes Music Group (Германия)

### Start (2015—2018)
Летом 2015 года к проекту присоединился Алекс Виэрти (Reiz, ex-Witchcraft), московский диджей и музыкальный продюсер. В формате трио был записан первый полноформатный альбом «Start», изданный немецким лейблом darkTunes Music Group 16 октября 2015 года. На диск вошли 11 оригинальных треков проекта, 2 из которых были опубликованы ранее в виде синглов. Кроме того, были переизданы все ранние релизы группы.
В феврале 2016 года проект выпустил второй альбом, получивший название «Restart». На диск вошли ремиксы от музыкантов из России, Мексики, Сербии, Швеции, Германии и Филиппин. Для этого диска сами музыканты Omnimar подготовили 2 альтернативные версии своих песен — «Start (club edit)» и «You Save Me (restart version)».
После выхода альбома «Restart» проект покинул Ярослав. Мария и Алекс записали кавер-версию песни «Matushka Rossiya» для альбома австрийского проекта Nachtmahr «Mit Vereinten Kräften». Мария выступила в качестве приглашённой вокалистки на московском выступлении Nachtmahr.

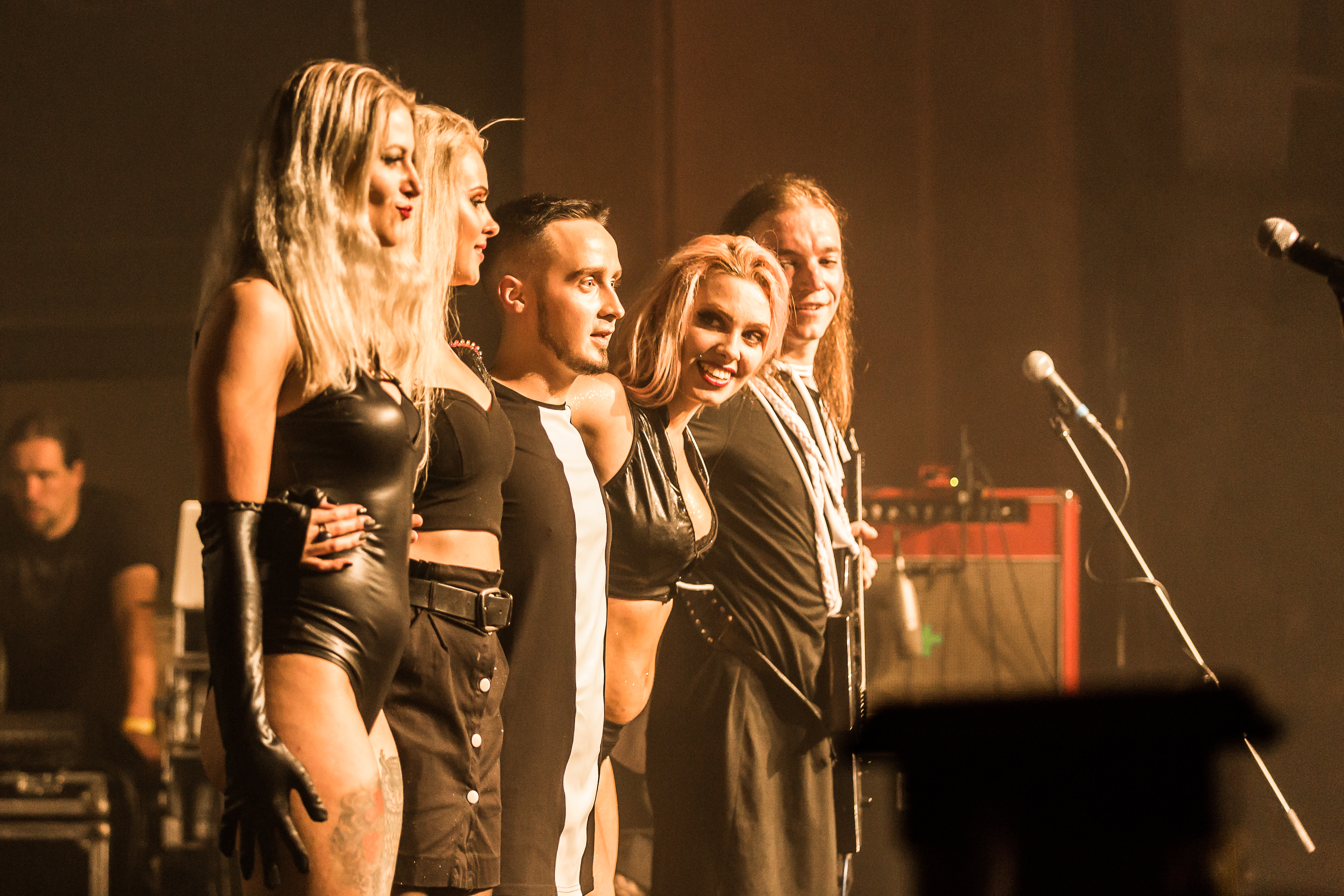
Omnimar

В формате дуэта Мария Мар и Алекс Виэрти записывают песню «Out Of My Life», которая становится хитом и визитной карточкой группы. Клип на этот трек в первый месяц собирает миллион просмотров на YouTube. Вышедший EP «Out Of My Life» вошёл в Deutsche Alternative Charts, основной чарт альтернативной музыки в Германии, став первым в истории появлением проекта из России в этом рейтинге.
В июле 2016 года в проект был приглашён Олег Ксалер (Cutoff:Sky XLR:830), диджей и музыкальный продюсер. Вместе с ним проект записал, третий полноформатный альбом, получивший название «Poison». Диск увидел свет 19 мая 2017 года. Вместе с альбомом слушателям был презентован и новый клип на песню «Boom Boom». На диске — 11 песен, различных по своему звучанию: от клубных боевиков «Boom Boom» и «I Go On On My Own» до мрачных синтипоп-баллад «40 Steps» и «I Wanna Know Now». Альбом вошёл в ТОП-20 лучших альбомов года по версии немецкого журнала Electrozombies.
Клип на трек «Boom Boom» был высоко оценён слушателями. Результатом стал выход отдельного нового EP «Boom Boom», включающий несколько оригинальных треков и ремиксы на них от самих музыкантов.
В 2018 году проект покидает Олег Ксалер по причине личных разногласий, в качестве дуэта Omnimar выпускают EP и клипы на новые песни «Anger» и «Forever».

### Darkpop (2019 — настоящее время)
В начале 2019 года проект выпускает два новых EP — «The Road» и «Humans».
Летом Omnimar впервые выступают за пределами России. Группа отправляется в Германию, где с часовым шоу выходит на сцену фестиваля Wave Gotik Treffen в Лейпциге. Осенью проект снова возвращается в Германию, где принимает участие в фестивале Autumn Moon. В ноябре выступление группы с успехом проходит на австрийском фестивале Schattenwelt Festival V, где проект становится одним из хедлайнеров, наряду с Blutengel, L’Âme Immortelle и Das Ich.
Группа продолжает активно выступать и в России — Omnimar посещают несколько городов в рамках совместного тура с группой Shiv-R (Австралия) и Metallspürhunde (Швейцария). На всех европейских и российских концертах проект сопровождают гитарист и танцевальное шоу.
В 2020 пандемия нарушает планы группы по гастролям, поэтому начинается активная студийная работа над новым альбомом. Осенью заканчивается пост-продакшн релиза, и группа объявляет его название — «Darkpop». Анонс альбома сопровождается выходом нового сингла и клипа «Red».
Участники группы принимают участие в творчестве коллег по сцене. Алекс создаёт 2 ремикса для совместного сингла Blutengel и Massive Ego «Nothing But A Void». А Мария записывает совместную с EDM-проектом Basszilla песню «Ghost In My Head».

## Дискография

### Альбомы
- Start (2015), darkTunes Music Group
- Restart (2016), darkTunes Music Group
- Poison (2017), darkTunes Music Group
- Darkpop (2021), darkTunes Music Group

### Синглы / EP / MCD
- I Know (2012), darkTunes Music Group
- Ресурс (2013), Muz Icona, позднее переиздан darkTunes Music Group
- Herzschlag (2014), позднее переиздан darkTunes Music Group
- Ego Love (2014), Synth Me, позднее переиздан darkTunes Music Group
- Assassin’s Creed (feat. Cutoff:Sky) (2014), Black Minds Production, позднее переиздан darkTunes Music Group
- Out of My Life (2016), darkTunes Music Group
- Boom Boom (2017), darkTunes Music Group
- Anger (2018), darkTunes Music Group
- Forever (2018), darkTunes Music Group
- The Road (2019), darkTunes Music Group
- Dream On (2019), darkTunes Music Group
- Humans (2019), darkTunes Music Group
- You & I (2020), darkTunes Music Group
- Red (2020), darkTunes Music Group
- Wishing For Life (2021), darkTunes Music Group
- The Matrix (2022), darkTunes Music Group

### Саундтреки
- Ego Love (2015) — Игра Lapsum[5]

### Ремиксы, каверы и совместные работы
- Junksista — Fragile (feat. Maria Mar)
- Solitary Experiments — Epiphany feat. Omnimar
- Aesthetic Perfection — A New Drug (International Cartel Version feat. Chris Pohl, Javi Ssagittar, Julien Kidam & Maria Mar)
- Dunwich — Wooden Heart (Omnimar remix)
- L'Âme Immortelle — Angst (Omnimar remix)
- Omnimar — E.T. (Katy Perry cover)
- Blutengel & Massive Ego — Nothing But A Void (Omnimar remix)
- Blutengel & Massive Ego — Nothing But A Void (Alex VRT remix)
- Basszilla feat. Omnimar — Ghost In My Head
- Setalight 12 — Für Immer (Omnimar remix)
- Maestro Nosferatu — Love & Hate (Omnimar remix)
- DBS — Konkurent (Alex VRT from Omnimar remix)
- Halo Effect — Made of Flowers (Omnimar remix)
- Moby & The Void Pacific Choir — Don’t Leave Me (Omnimar remix)
- КРОУ — Немножко влюблённая (Omnimar remix)
- Omnimar — Matushka Rossiya (Nachtmahr cover)
- Nachtmahr — Firmament (Russian vocal version feat. Omnimar)
- Extize — Rodeo Stars (Omnimar remix)
- Diversant:13 — New World (feat. Omnimar)
- Штурм & Omnimar — Join Me in Death (HIM cover)
- konclever — Wish (feat. Omnimar)
- Otto Dix — Beloved German (omnimar remix)[6]

## Видеография

### Видеоклипы
- Ресурс
- Ego Love
- Reason
- Assassin’s Creed
- Little World (live)
- Садизм
- Nachtmahr feat. Omnimar & Xe-None — Mütterchen Russland (live)[7]
- Out of My Life
- Out of My Life (Alex Vrt remix)
- Poison
- Boom Boom
- Anger
- Forever
- The Road
- Humans
- You & I
- Red
- Wishing For Life
- Feels Like Velvet
- I Wanna Know
- Secret Plan
- Oxygene
- The Matrix

## Состав
- Мария Мар (Maria Mar) — вокал, музыка, тексты, видео
- Алекс Виэрти (Alex Vrt) — музыка, синтезаторы, электро-перкуссии, саунд-дизайн

## Бывшие участники
- Ярослав Разин (Yaroslav Razin) — музыка, клавишные (2012—2015)
- Олег Ксалер (Oleg Xaler) — музыка (2016—2017)